# Miêu (họ)
Miêu là một họ của người Việt Nam và Trung Quốc (chữ Hán: 苗, Bính âm: Miáo). Trong danh sách Bách gia tính họ này đứng thứ 53.

## Người Trung Quốc họ Miêu nổi tiếng
- Miêu Bác Nhã, nhân vật chính trị Đài Loan
- Miêu Thiên, diễn viên nổi tiếng người Đài Loan những năm 70
- Miêu Kiều Vĩ, diễn viên Hồng Kông
- Miêu Kim Phụng, diễn viên Hồng Kông